# Септированные контакты

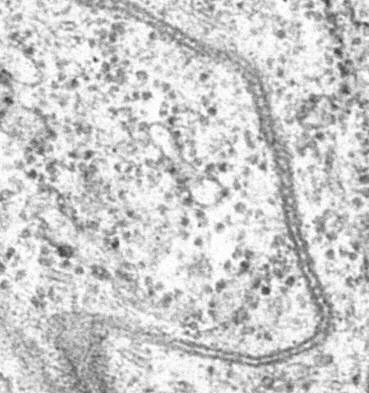
Электронная микрофотография септированного контакта

Септи́рованные конта́кты (англ. Septate junctions) — межклеточные контакты, встречающиеся только у беспозвоночных животных; по свойствам близки к плотным контактам позвоночных. Стоит отметить, что некоторые беспозвоночные имеют и септированные, и плотные контакты. Они выглядят в виде серии прямых или изогнутых стенок (септ), которые находятся между мембранами соседних клеток. Септированные контакты функционируют в основном как барьеры для диффузии веществ через слой эпителия, как и плотные контакты. Однако они также контролируют рост и форму клеток в течение развития, что не свойственно плотным контактам.

## Структура и белковый состав
В электронный микроскоп септированные контакты выглядят как серия (стопка) прямых или изогнутых стенок (или септ, за что они и получили своё название), располагающихся параллельно друг другу. Септы соединяют промежуток шириной 15—20 нм между плазматическими мембранами соседних клеток. Иногда контакт имеет складчатый вид. Со стороны цитоплазмы с септированным контактом могут быть связаны актиновые филаменты.
Септированные и плотные контакты отличаются по белковому составу. Кроме того, плотные контакты находятся на латеральной мембране выше опоясывающих адгезивных контактов, а септированные контакты — ниже, вблизи основания клетки. Иногда одна клетка связана со своими соседями и плотными, и септированными контактами.
У насекомых в состав септированных контактов входят белки, гомологичные клаудинам и белкам ZO-1 и ZO-2 позвоночных. Белковый состав септированных контактов и функции отдельных белковых компонентов перечислены в таблице ниже на примере дрозофилы.
| Белок                  | Функция                                                                                                   |
| ---------------------- | --- |
| Coracle                | Распластывание клеток, дорсальное закрытие в эмбриогенезе                                                 |
| Discs large 1          | Структурный элемент септированных контактов в эпителиальных клетках и нейронах                            |
| Discs lost             | Поляризация эпителия эмбриона при образовании бластодермы, имеющей не синцитиальное, а клеточное строение |
| Expanded               | Регулирует рост имагинальных дисков, ингибируя пролиферацию клеток                                        |
| Фасцилин 3             | Гомофильная клеточная адгезия                                                                             |
| Lethal (2) giat larvae | Организация цитоскелета, подавление роста опухолей                                                        |
| Неурексин              | Структурный элемент складчатых септированных контактов                                                    |
| Polychaetoid           | Дорсальное закрытие в эмбриогенезе                                                                        |
| Scribble               | Контроль роста эпителия и полярности клеток                                                               |
| α-Спектрин             | Белок цитоскелета, подстилающего мембрану, играет структурную роль в септированном контакте               |

## Функции
Как и плотные контакты, септированные контакты регулируют транспорт молекул через клеточный слой, ограничивая возможность диффузии, а также ограничивают поток фосфолипидов и мембранных белков между верхней (апикальной) и нижней (базальной) половинами клеточной мембраны. Однако у септированных контактов есть и функции, не свойственные плотным контактам. Например, у дрозофилы и нематоды Caenorhabditis elegans в отсутствие функциональных септированных контактов начинают развиваться опухоли, что указывает на роль этих структур в сдерживании опухолевого роста. Кроме того, септированные контакты играют важную роль в контроле формы клеток. Наконец, септированные контакты между аксонами нейронов и окружающими их глиальными клетками, играющими роль миелиновой оболочки, служат аналогом гематоэнцефалического барьера у позвоночных. В таблице выше перечислены функции отдельных белков, входящих в состав септированных контактов.